# Hubert Jurasek
Hubert Jurasek (* 4. Mai 1920 in Wien; † 24. November 2011) war ein österreichischer Beamter, Jurist und Widerstandskämpfer gegen das NS-Regime.

## Jugend und Studium
Hubert Jurasek besuchte das Wiener Piaristengymnasium. Nach der Matura studierte er an der Rechtswissenschaftlichen Fakultät der Universität Wien.

### Zeit des Nationalsozialismus
Bereits im Mai 1938 verteilte Jurasek Flugblätter gegen die NS-Herrschaft. Nach der Bildung einer von Studenten aus dem katholischen Lager geprägten „Gruppe Eisen“ wurde er am 9. Juli 1938 von der Gestapo verhaftet. Er wurde zunächst in das Polizeigefängnis Rossauer Lände und Anfang September 1938 in das Landesgerichtsgefängnis Wien überstellt, wo er als „Ermittlungshäftling“ des Volksgerichtshofes in Einzelhaft kam. Im November 1939 wurde sein Verfahren aufgrund einer Begnadigung eingestellt, er selbst als Soldat zur Wehrmacht eingezogen.

### Nach dem Zweiten Weltkrieg
Nach der Rückkehr aus der Kriegsgefangenschaft setzte Jurasek sein Studium fort und wurde 1946 bei der Studentenverbindung K.Ö.St.V. Rudolfina Wien im ÖCV recipiert.
Jurasek trat in den Staatsdienst ein und wurde schlussendlich Vizepräsident des Österreichischen Verwaltungsgerichtshof (bis 1985). Des Weiteren war er Bundesobmann der ÖVP-Kameradschaft der politisch Verfolgten. Jurasek verstarb 91-jährig und wurde am Wiener Zentralfriedhof beigesetzt.

## Ehrungen
- Großes Goldenes Ehrenzeichen mit dem Stern für Verdienste um die Republik Österreich
- Großes Goldenes Ehrenzeichen für Verdienste um die Republik Österreich
- Ehrenzeichen für Verdienste um die Befreiung Österreichs
- Julius-Tandler-Medaille in Gold für Verdienste um die Mitmenschen